# Randy Ferbey
Randy Ferbey (ur. 30 maja 1959 w Edmonton) – kanadyjski curler. Uznawany za jednego z najlepszych graczy na świecie, jest czterokrotnym mistrzem świata, 6-krotnie wygrywał the Brier i 8 razy mistrzostwa Alberty. Ferbey jako kapitan w swojej drużynie występował na pozycji trzeciego.
Randy Ferbey zaczął grać w curling w 1973, w latach 1985 i 1986 jako kapitan drużyny zdobył mistrzostwo Alberty mikstów, na mistrzostwach Kanady drużyn mieszanych nie odniósł sukcesów. Po raz pierwszy wystąpił na mistrzostwach Kanady w 1987, zespół Pata Ryana, w którym Ferbey grał na pozycji trzeciego, zajął 4. miejsce. Rok później w Round Robin Alberta nie przegrała żadnego z 11 meczów i bezpośrednio zakwalifikowała się do finału, w którym wynikiem 8:7 pokonała Saskatchewan (Eugene Hritzuk). Na MŚ 1988 drużyna Pata Ryana w fazie grupowej nie została pokonana, z 1. miejsca dotarła do finału, gdzie przegrała z Norwegią (Eigil Ramsfjell) 4:5. Drużyna Pata Ryana w niezmienionym składzie obroniła tytuł mistrzowski w 1989, w finale pokonując Kolumbię Brytyjską (Rick Folk) 3:2. Po rundzie grupowej Mistrzostw Świata 1989 z bilansem 6-3 Kanada zajmowała 3. miejsce, w półfinale pokonała Szwecję 4:3. Randy Ferbey zdobył swój pierwszy tytuł mistrza świata po wygranej 5:4 nad Szwajcarami (Patrick Hürlimann).
W 1990 Ferbey opuścił drużynę Ryana i próbował zakwalifikować się z nowym zespołem do the Brier. Obok Ferbeya grali tam Don Walchuk, Pat McCallum i Greg Muzechka. Nowy zespół nie osiągnął większego sukcesu. Ferbey w sezonie 1994/1995 grał w zespole Brada Hannah. W 1996 ponownie związał się z drużyną Pata Ryana, który powrócił z Kolumbii Brytyjskiej. Rok później postanowił samodzielnie skompletować zawodników, Randy obrał od tego czasu pozycję trzeciego, na czwartej pozycji nieprzerwanie występuje David Nedohin, Carter Rycroft początkowo był drugi jednak w sezonie 1998/1999 był otwierającym a jego miejsce na 2. pozycji zajął Scott Pfeifer. W drugiej połowie 1999. miejsce Rycrofta, który odszedł do Kevina Martina, zajął Marcel Rocque, w takim składzie Randy Ferbey gra do dziś.
Do 2001 zespół nie mógł przejść przez rywalizację w prowincji, w 2001 Ferbey po raz pierwszy jako skip wygrał mistrzostwa Alberty i wystąpił na the Brier. Do półfinałów Mistrzostw Kanady 2001 Alberta awansowała z 1. miejsca, w półfinale zmierzyła się z Ontario (Wayne Middaugh) pokonując je 8:6. Alberta wygrała całe mistrzostwa pokonując w finale Manitobę (Kerry Burtnyk) 8:4. Na mistrzostwach świata w Lozannie zespół Ferbeya przegrał w półfinale ze Szwajcarią 5:6 a później w małym finale z Norwegią 9:10. Rok później zespół Randy’ego Ferbeya powtórzył krajowy sukces i w finale the Brier 2002 pokonał 9:4 Johna Morrisa z Ontario. Na drodze do finału MŚ 2002 Kanada pokonała w półfinale Stany Zjednoczone 10:6. Zespół zdobył tytuł mistrzów świata po wygranej 10:5 nad Norwegami (Pål Trulsen). W 2003 Randy Ferbey obronił tytuł mistrzowski zarówno w Kanadzie jak i na świecie. W finale rozgrywek krajowych pokonał gospodarzy turnieju, Nową Szkocję (Mark Dacey) 8:4. Trzeci tytuł mistrzów świata Ferbey zdobył pokonując szwajcarską drużynę Ralpha Stöckliego 10:6.
Podczas Nokia Brier 2004 w Round Robin Alberta zajęła 2. miejsce z bilansem 10-1, jedyną porażką był mecz z Nową Szkocją. W meczu 1-2 Page playoff Ferbey pokonał Nową Szkocję 10:6 i ponownie spotkał się z nią w finale, tam jednak Mark Dacey zrewanżował się za porażkę rok wcześniej i Alberta przegrała 9:10, w ostatnim endzie tracąc 3 kamienie. W następnym roku w finale mistrzostw kraju ponownie zmierzył się z Nową Szkocją, był to jednak zespół Shawna Adamsa, w tym meczu Ferbey wygrał 5:4. W 2005 Kanadyjczycy byli gospodarzami mistrzostw świata. Zespół Ferbeya Round Robin zakończył bilansem 8-3 wraz z pięcioma innymi reprezentacjami. W tie-breaker pokonał Finów (Markku Uusipaavalniemi) 9:5, w meczu 3-4 Norwegów (Paal Trulsen) 7:6. Półfinał zakończył się także wygraną Kanadyjczyków, pokonali wówczas Niemców (Andreas Kapp) 8:6, w finale Kanadyjczycy po roku przerwy odzyskali tytuł mistrzów świata, wysoko (11:4) pokonali Szkotów (David Murdoch).
Od 2006 zespół Randy’ego Frebeya nie wywalczył tytułu mistrza Alberty, w Boston Pizza Cup 2008 i Boston Pizza Cup 2009 w finale przegrywał z Kevinem Martinem, odpowiednio  3:7 i 5:8. W rozgrywkach World Curling Tour Ferbey zmierzył się 34 razy z Martinem, wygrał 10 spotkań z czego 3 w 2009
W grudniu 2009 Ferbey rywalizował w Canadian Olympic Curling Trials 2009 o możliwość reprezentowania Kanady na Zimowych Igrzyskach Olimpijskich 2010. Zajął tam 5. lokatę. Pomimo nieobecności Kevina Martina na Boston Pizza Cup 2010, Ferbey nie będzie reprezentował Alberty na Tim Hortons Brier 2010. W finale podobnie jak dwukrotnie wcześniej przegrał z Kevinem Koe (5:7).
Wraz z końcem sezonu 2009/2010, po 12 latach wspólnej gry, drużyna złożona z Ferbeya, Nedohina, Pfeifera i Rocque'a, rozpadła się. Trójka kolegów Ferbeya z zespołu zdecydowała zrobić przerwę w karierze curlingowej, natomiast sam Ferbey dołączył do drużyny Brada Gushue.
W 2012 próbował skompletować drużynę, która mogłaby rywalizować o reprezentowanie Kanady na ZIO 2014. David Nedohin postanowił jednak stworzyć swój własny zespół, w rezultacie w 2012 Ferbey postanowił zakończyć karierę sportową.

## Wielki Szlem
| Turniej                | 2003/2004 | 2004/2005 | 2005/2006 | 2006/2007 | 2007/2008 | 2008/2009 | 2009/2010 | 2010/2011 | 2011/2012 |
| ---------------------- | --------- | --------- | --------- | --------- | --------- | --------- | --------- | --------- | --------- |
| Canadian Open          | A         | F         | SF        | F         | QF        | x         | QF        | x         | x         |
| World Cup of Curling   | x         | QF        | W         | F         | QF        | QF        | x         | QF        | x         |
| The National           | A         | x         | SF        | SF        | A         | SF        | F         | x         | A         |
| Players’ Championships | A         | A         | W         | SF        | QF        | W         | QF        | A         | A         |

| A  | = nie uczestniczył                         |
| x  | = nie zakwalifikował się do fazy finałowej |
| QF | = ćwierćfinał                              |
| SF | = półfinał                                 |
| F  | = finał                                    |
| W  | = zwycięstwo                               |

## Drużyna
|           | Czwarty       | Trzeci              | Drugi          | Otwierający     |
| --------- | ------------- | ------------------- | -------------- | --------------- |
| 2011/2012 | David Nedohin | Randy Ferbey (skip) | Ted Appelman   | Brendan Melnyk  |
| 2010/2011 | Brad Gushue   | Randy Ferbey (skip) | Mark Nichols   | Ryan Fry        |
| 1999/2010 | David Nedohin | Randy Ferbey (skip) | Scott Pfeifer  | Marcel Rocque   |
| 1998/1999 | David Nedohin | Randy Ferbey (skip) | Scott Pfeifer  | Carter Rycroft  |
| 1997/1998 | David Nedohin | Randy Ferbey (skip) | Carter Rycroft | Pat McCallum    |
| 1996/1997 | Pat Ryan      | Ed Lukowich         | Randy Ferbey   | Merv Bodnarchuk |
| 1994/1995 | Brad Hannah   | Randy Ferbey        | Pat McCallum   | Rich Vurko      |
| 1990      | Randy Ferbey  | Don Walchuk         | Pat McCallum   | Greg Muzechka   |
| 1988/1989 | Pat Ryan      | Randy Ferbey        | Don Walchuk    | Don McKenzie    |
| 1987      | Pat Ryan      | Randy Ferbey        | Don Walchuk    | Roy Hebert      |

Drużyny mikstowe
|      | Czwarty/-a   | Trzeci/-a         | Drugi/-a     | Otwierający/-a |
| ---- | ------------ | ----------------- | ------------ | -------------- |
| 1986 | Randy Ferbey | Penny Ryan        | Pat Ryan     | Wendy Bain     |
| 1985 | Randy Ferbey | Michelle Solinger | Don Bartlett | Wendy Bain     |

## CTRS
Pozycje drużyn Randy’ego Ferbeya w rankingu CTRS:
- 2011/2012: 9.
- 2010/2011: 6.
- 2009/2010: 6.
- 2008/2009: 3.
- 2007/2008: 8.
- 2006/2007: 3.
- 2005/2006: 2.[20]